# The Nightfly
The Nightfly es el primer álbum de estudio en solitario del cantautor estadounidense Donald Fagen. Producido por Gary Katz, fue publicado el 1 de octubre de 1982 por Warner Bros. Records. Fagen fue mejor conocido anteriormente por su trabajo en el grupo Steely Dan, con quien disfrutó de una exitosa carrera en la década de 1970. La banda se separó en 1981, lo que llevó a Fagen a seguir una carrera en solitario. Aunque The Nightfly incluye varios miembros del personal de producción y músicos que habían tocado en discos de Steely Dan, fue el primer lanzamiento de Fagen sin su colaborador Walter Becker.
A diferencia de la mayoría de los trabajos anteriores de Fagen, The Nightfly es casi descaradamente autobiográfico. Muchas de las canciones se relacionan con el estado de ánimo cautelosamente optimista de su infancia suburbana a fines de la década de 1950 y principios de la de 1960 e incorporan temas como disc jockeys de jazz nocturnos, refugios nucleares y vacaciones tropicales. Grabado durante ocho meses en varios estudios entre la ciudad de Nueva York y Los Ángeles, el álbum es un ejemplo temprano de una grabación totalmente digital en la música popular. La tecnología naciente, así como la naturaleza perfeccionista de sus ingenieros y músicos, hicieron que el álbum fuera difícil de grabar.
The Nightfly fue bien recibido, tanto por la crítica como comercialmente. Fue certificado platino tanto en los Estados Unidos como en el Reino Unido y generó dos sencillos populares con el éxito de entre los top 40 «I.G.Y. (What a Beautiful World)» y el favorito de MTV «New Frontier». Entre los críticos, The Nightfly ganó elogios generalizados y recibió siete nominaciones en los premios Grammy de 1983. La popularidad relativamente discreta pero duradera de The Nightfly llevó a Robert J. Toth de The Wall Street Journal en 2008 a calificar el álbum como “una de las obras maestras más astutas de la música pop”.

## Antecedentes
Donald Fagen, nacido en Passaic, Nueva Jersey, en 1948, creció con afinidad por la música. Cuando era niño, disfrutaba escuchando a los pioneros del rock and roll Chuck Berry y Fats Domino, pero personalmente sentía que, a medida que la música rock ganaba popularidad, perdía ventaja. Fagen, un niño “solitario”, luego recurrió a los programas de radio de jazz nocturnos por la vitalidad que sentía que le faltaba a la nueva música. A medida que crecía, él tenía la intención de ir a la escuela de posgrado y dedicarse a la literatura. En cambio, fue “arrastrado” por la contracultura en Bard College, donde conoció a Walter Becker. Más tarde se mudaron a Los Ángeles por sugerencia de su amigo Gary Katz y aceptaron trabajos como redactores de ABC Records. Juntos, formaron Steely Dan, publicando su primer álbum, Can't Buy a Thrill, en 1972. A lo largo de la década, el grupo tuvo un enorme éxito gracias a los álbumes Countdown to Ecstasy (1973), Pretzel Logic (1974), Katy Lied (1975), The Royal Scam (1976) y Aja (1977), el esfuerzo más vendido de la banda y un favorito de la crítica. Gradualmente pasaron de actuar en vivo a trabajar únicamente en el estudio, haciendo del proyecto una selección rotativa de músicos de sesión a instancias de Fagen y Becker.
Su relación se tensó durante la realización de Gaucho de 1980, en gran parte debido a su insistencia por la perfección. Tanto Becker como Fagen recordarían más tarde que parecían deprimidos. Además, Becker se encontraba en medio de un problema de drogas y pasó por una etapa de abstinencia. Aunque Fagen imaginó que podrían “aguantar por un tiempo”, admitió a Robert Palmer de The New York Times, en un artículo publicado el 17 de junio de 1981, que el grupo se había separado. “Básicamente, decidimos que después de escribir y tocar juntos durante 14 años, nos vendría bien un changement d'air como dicen los franceses”, le dijo a Palmer. Después de su separación, Fagen trabajó en una canción para la banda sonora de la película Heavy Metal, que lo metió de nuevo en el estudio. Comenzó a trabajar en un álbum en solitario poco después. “Trabajar en él ha sido interesante. El hecho de que no sea un álbum de Steely Dan me ha liberado de cierta imagen, de una idea preconcebida de cómo sonará”, dijo en ese momento. Fagen esperaba grabar música por su cuenta “un año más o menos” antes de la ruptura del dúo. El álbum originalmente estaba programado para ser titulado Talk Radio.

## Grabación y producción
Para prepararse para usar la tecnología digital, los ingenieros del álbum tomaron clases en 3M en Saint Paul, Minnesota. The Nightfly se grabó entre 1981 y 1982 en Soundworks Digital Audio/Video Recording Studios y Automated Sound en la ciudad de Nueva York, y en The Village en Los Ángeles. El productor fue Gary Katz, el ingeniero del álbum fue Roger Nichols y el mezclador fue Elliot Scheiner; todos habían trabajado en la mayoría de los siete álbumes anteriores de Steely Dan. Muchos de los músicos también habían tocado en discos de Steely Dan, incluidos Jeff Porcaro, Rick Derringer y Larry Carlton. Similar a los álbumes de Aja y Gaucho, se empleó una gran cantidad de músicos de estudio, y las notas de álbum acreditan un total de 31 músicos. Durante una entrevista de radio en Off the Record en 1983, Fagen reveló que, aunque había considerado la escritura de canciones como uno de sus puntos fuertes, y que inicialmente las canciones del álbum le llegaban fácilmente, comenzó a tener problemas sin su compañero Walter Becker. Esta dificultad de escritura se convirtió en un largo bloqueo del escritor después de terminar el álbum. Sus demos para el álbum se compusieron principalmente en teclados y una caja de ritmos, y permaneció sin letra para permitir la alteración cuando estaba en el estudio.
The Nightfly es uno de los primeros ejemplos de grabación totalmente digital en la música popular. Katz y Fagen habían experimentado previamente con la grabación digital para Gaucho, que terminó siendo completamente analógica. Nichols realizó experimentos y descubrió que las grabaciones digitales sonaban mejor que las grabadas en cinta magnética. The Nightfly se grabó con grabadoras de 32 y 4 pistas de 3M. Nichols construyó una nueva caja de ritmos, la Wendel II—una secuela de la Wendel original, que se empleó para su trabajo en Gaucho. El nuevo modelo se actualizó de 8 bits a 16 bits y “se conectó directamente a las máquinas digitales de 3M, por lo que no hubo degradación” en el sonido. Los problemas con la tecnología persistieron al principio, particularmente con respecto a la alineación de las máquinas 3M. Se tuvo que llamar a representantes de 3M para alinear las máquinas, pero finalmente Fagen y Nichols se cansaron de esto. Nichols y los ingenieros Jerry Garsszva y Wayne Yurgelun tomaron clases en la sede de 3M en Minnesota y regresaron sabiendo cómo alinear las máquinas. “Yo estaba listo para transferirme a analógico y rendirme en varias ocasiones, pero mi personal de ingeniería siguió convenciéndome”, recordó Fagen. Practicaron una forma temprana de “componer” la voz de Fagen—a la que llamaron “golpe[ando] a la computadora”—en la que grababa varias tomas y los ingenieros elegían las mejores líneas de cada toma. En «Walk Between Raindrops», combinaron partes de bajo tocando un synth bass y una guitarra bajo. Doblar las líneas de bajo “se convertiría en una práctica común en muchos discos”, de acuerdo al escritor James Sweet.
Aunque los proyectos anteriores de Steely Dan a menudo se grababan en vivo, Fagen optó por sobregrabar cada parte por separado para The Nightfly. Se volvió enormemente difícil, entre este enfoque y la nueva tecnología, grabar el álbum. El pianista Michael Omartian “se opuso fuertemente” cuando Fagen le encargó que “estableciera el ritmo” de la canción principal por su cuenta, con nada más que una pista de clic. En otra ocasión, Fagen “exigió sutiles diferencias de tiempo entre las partes del piano de la mano izquierda y derecha” en «Ruby Baby». El efecto que deseaba se logró con Omartian y Greg Phillinganes tocando juntos en el mismo teclado. Para los “ruidos de fiesta” en «Ruby Baby», el equipo suspendió un micrófono del techo de Studio 54 – justo al lado del estudio en el que estaban trabajando – y grabó una de las “fiestas de negocios” de Jerry Rubin. Insatisfechos con los resultados, el grupo organizó una fiesta en el estudio e incluyó ese ambiente en la canción.
Larry Carlton toca la guitarra principal en gran parte del álbum y grabó sus piezas en cuatro días. Durante su tiempo con el grupo, descubrió un zumbido proveniente de su amplificador. Los ingenieros descubrieron la fuente en el exterior del edificio: un gran imán “que formaba parte del sistema de metro de Nueva York”. En un caso, un olor extraño impregnaba el espacio del estudio en Soundworks. El personal del estudio “destripó” el estudio, quitando el aire acondicionado, las alfombras y la consola de grabación hasta que descubrieron la causa del olor: una rata muerta en un desagüe. Las sesiones se extendían regularmente hasta bien entrada la noche; Fagen a menudo se refería a esto como “estar en el tren nocturno”. Al final, el álbum tardó ocho meses en grabarse y se mezcló en 10 días.

## Composición
The Nightfly se considera más jazz que el trabajo anterior de Fagen con Steely Dan, y sus letras son más melancólicas y nostálgicas que mordaces. Fagen pretendía que sus letras tuvieran “la menor ironía posible”, y su objetivo era hacer un álbum que fuera divertido de escuchar. Como muchas de las canciones provienen de un punto de vista adolescente, esperaba que para mantener “una cierta inocencia”. Walter Becker fue responsable de los elementos más sardónicos de Steely Dan, y muchos escritores han considerado su ausencia la razón del tono “cálido y nostálgico” del álbum. Otra diferencia entre The Nightfly y su trabajo con Becker es que mantiene un enfoque en un “cierto período [o] motivo”, según Fagen. Aunque Fagen insinúa en las notas del álbum que se trata de una pieza autobiográfica, restó importancia a esta noción en una entrevista posterior: “No soy yo exactamente. Es un carácter compuesto de mí mismo, lo que recuerdo y las personas que conocí. Además, incluye mis sentimientos en retrospectiva”.
De acuerdo con Sam Sutherland, que escribe para Billboard, las canciones de Fagen “brillan con armonías de jazz y alternan swing, shuffle o rebote con una samba”. Will Fulford-Jones, en su valoración del álbum en 1001 Albums You Must Hear Before You Die, lo consideró irónico en el sentido de que, si bien se enfoca en una época más simple, su producción sonaba como un álbum moderno de Steely Dan. Fagen tenía una “propensión a la pista de batería perfecta”, y varios bateristas están acreditados en el álbum, a veces en la misma canción. Por ejemplo, James Gadson y Jeff Porcaro están presentes en «I.G.Y. (What a Beautiful World)», y el primero toca la caja, el bombo y el hi-hat, y el último realizando los rellenos de tom-tom. Aun así, algunas canciones contienen la caja de ritmos Wendel II. Fagen temía que los oyentes encontraran plagio en sus letras, por lo que modificó una letra en «The Goodbye Look»—“Behind the big casinos by the beach”—ya que “le recordaba una línea de un poema muy conocido”. También le preocupaba que la letra de “late line” en la canción que da nombre al álbum estuviera demasiado cerca del programa de noticias nocturno Nightline.

## Canciones
El álbum se abre con «I.G.Y. (What a Beautiful World)», cuyo título se refiere al “Año Geofísico Internacional”, un evento que se desarrolló entre julio de 1957 y diciembre de 1958. El I.G.Y. fue un proyecto científico internacional que promovía la colaboración entre los científicos del mundo. Las letras de Fagen hacen referencia, desde el punto de vista de la época, a una visión optimista de conceptos futuristas como ciudades con energía solar, un túnel transatlántico, estaciones espaciales permanentes, y chaquetas de spandex. Fagen recordó haber estado encantado con las perspectivas de un “futuro brillante” y esperaba darle una mirada optimista. El título de «Green Flower Street» es un “guiño al estándar de jazz «On Green Dolphin Street»”. «Ruby Baby» sigue el modelo de la versión de la canción de The Drifters. Para su reescritura de «Ruby Baby», escuchó varios discos de la década de 1950 para “obtener una atmósfera general de la época”. «Maxine» hace referencia a las armonías de The Four Freshmen, y gira en torno a una “versión extremadamente idealizada del romance de la escuela secundaria”. La música fue creada a partir de una pista de batería de Ed Greene rescatada de otra canción, donde no funcionaba.
«New Frontier» sigue a un “adolescente desgarbado” que invita a una niña a regresar al refugio antiaéreo del patio trasero de su familia para una reunión privada. «The Nightfly», la canción que da nombre al álbum, fue descrito una vez por el novelista estadounidense Arthur Phillips como un “retrato de un DJ nocturno en Baton Rouge, que recibe llamadas telefónicas lunáticas de los oyentes mientras lucha en silencio contra su propia soledad y arrepentimiento”. Según Fagen, la canción “utiliza muchas imágenes del blues: esa fórmula capilar recibe su nombre de Charley Patton, el antiguo guitarrista de delta blues, y Mount Belzoni recibe su nombre de otra antigua letra de blues: ‘When the trial's in Belzoni/No need to scream and cry’”. «The Goodbye Look» alude a la popularidad de la bossa nova en la década de 1960. La canción es una “historia de agitación militar en una isla del Caribe”. La última canción, «Walk Between Raindrops», tiene su origen en un cuento popular judío. Fue la última canción que se grabó y tomó forma “casi como una ocurrencia tardía”, según el escritor Sweet.

## Ilustración
La portada del álbum muestra una foto de Donald Fagen como un disc jockey, vestido con una camisa con cuello y corbata, hablando por un micrófono RCA 77DX. Frente a él hay un tocadiscos (modelo de los años 50 de 16 pulgadas, con brazo Para-Flux A-16), un cenicero, una caja de cerillas y un paquete de cigarrillos Chesterfield King. Visible en la mesa con el tocadiscos está la portada del álbum de jazz de 1958 Sonny Rollins and the Contemporary Leaders (uno de los álbumes favoritos de Fagen). En la pared de atrás hay un gran reloj que indica que son las 4:09. Un anuncio en Billboard poco antes del lanzamiento del álbum describió la portada del álbum: “A las 4:09 a.m., el silencio y la oscuridad se han apoderado de la ciudad. El único sonido es la voz de The Nightfly”. Fagen apareció en la portada del álbum a pesar de su naturaleza solitaria. “Era un álbum autobiográfico, así que parecía que también podría hacerlo público”, dijo. La portada fue filmada en el apartamento de Fagen en el Upper East Side de Manhattan por el fotógrafo James Hamilton. Se organizaron dos tomas porque en la primera, el micrófono RCA estaba en la dirección equivocada. A Gale Sasson y Vern Yenor se les atribuye el diseño del escenario de la portada.
En su memoria, Eminent Hipsters, Fagen señala que la figura de la portada “no se suponía que fuera un suplente de ningún DJ de jazz en particular’, pero señaló algunas personalidades de la época que influyeron en la creación: Ed Beach, Dan Morgenstern, Martin Williams, RD Harlan, “Symphony Sid” Torin, y lo que Fagen consideraba su “hombre principal”, Mort Fega de WEVD. “Era relajado, informado y directo, el tío genial que desearías haber tenido”. En el momento del lanzamiento del álbum, recordó que la música jazz le ofrecía un escape de los adultos en su vida: “Cuando vi ‘E.T.’, me di cuenta de que el E.T. en mi habitación eran mis discos de Thelonious Monk. Todo lo que representaba era totalmente poco mundano en cierto modo, aunque al mismo tiempo, el jazz me parecía más real que el entorno en el que vivía”. Robert J. Toth de The Wall Street Journal escribe, “La portada agrega otra capa de autobiografía. En el frente, vemos al Sr. Fagen como un disc jockey en el turno de noche. En la parte de atrás está su audiencia, una sola ventana iluminada en una hilera de casas — o tal vez el artista de joven, bebiendo inspiración”. Robert Palmer, de The New York Times, continuó en esta línea de pensamiento: “Adentro, hay un adolescente con la oreja al lado de un radio portátil. Lo está tocando bajo, para que sus padres no se despierten, y apenas puede distinguir los sonidos a través de la estática. [ ...] El adolescente era Donald Fagen”.

## Lanzamiento
The Nightfly fue publicado el 1 de octubre de 1982 en vinilo y casete. También se lanzó en su primera forma digital pregrabada, a través de casetes de formato Betamax y VHS de media pulgada emitidos por Mobile Fidelity Sound Lab. Además, Cherry Lane Music lanzó un folio a juego para el álbum en febrero de 1983. Estuvo ampliamente disponible por primera vez en disco compacto en 1984; una encuesta de lectores realizada por la revista Digital Audio al año siguiente lo clasificó entre los mejores lanzamientos de la época, junto con Security (1982) de Peter Gabriel (otra grabación completamente digital) y Born in the U.S.A. (1984) de Bruce Springsteen. Las primeras copias de CD, sin embargo, sufrieron por haber sido fabricadas a partir de maestros de tercera y cuarta generación. Nichols descubrió esto cuando recibió una llamada de Stevie Wonder, quien le dijo que su copia en CD de The Nightfly sonaba “graciosa”. Nichols escribió un ensayo en Recording Engineer and Producer, criticando el aparente descuido de las compañías discográficas en la fabricación del entonces incipiente formato. The Nightfly se reeditó en formatos de varios discos cuatro veces en los últimos años, cada vez con una mezcla multicanal: en DVD-Audio en 2002, en DualDisc en 2004, en MVI en 2007 y en multicanal híbrido SACD en la serie The Warner Premium Sound de Warner Japan en 2011.
Después de completar el álbum, Fagen entró en terapia y más o menos desapareció de la vista del público. En sus memorias, Eminent Hipsters, escribe que “los ataques de pánico que solía tener cuando era niño regresaron, solo que ahora acompañados de pensamientos morbosos y paranoia, a lo grande”. Permaneció paralizado durante gran parte del resto de la década de 1980, “engullendo antidepresivos” y casi incapaz de pasar cada día. Llegó a ver The Nightfly como la culminación de “cualquier tipo de energía que había detrás de la escritura que había estado haciendo en los años 1970”. Rechazó solicitudes de actuaciones televisivas, optando únicamente por entrevistas de radio y prensa. Aunque sugirió que podría hacer conciertos más pequeños en Nueva York, Fagen no estuvo de gira detrás de The Nightfly. Expuso sobre su estado mental después de la finalización del álbum:

Quería hacer un álbum autobiográfico y realmente puse todo lo que sabía en el álbum The Nightfly. Y después de eso, no estaba realmente inspirado para hacer nada. Caí en un poco de depresión por un tiempo. Creo que, como muchos artistas, especialmente en el negocio de la música, yo era joven y exitoso, y básicamente todavía era un adolescente. Empecé a abordar algunas de estas cosas con The Nightfly, y me asusté mucho después de terminar; Sentí que me había expuesto de una manera a la que no estaba acostumbrado, y me retiré psicológicamente de eso.

En 2006, Fagen sostuvo que “no he escuchado The Nightfly desde que lo hice”.
Desde que se reanudó como banda de gira en 1993, Steely Dan ha interpretado varias canciones de The Nightfly en ocasiones; Fagen también lo hizo como solista durante una gira de 2006 en apoyo de su tercer álbum en solitario, Morph the Cat. Más recientemente, Steely Dan – ahora con Fagen como el único miembro original luego de la muerte de Walter Becker en 2017 – interpretó The Nightfly en su totalidad en el Beacon Theatre en la ciudad de Nueva York y el Orpheum Theatre en Boston, Massachusetts, en 2019. Una grabación oficial en vivo compilada a partir de estas actuaciones, Donald Fagen's The Nightfly Live, se lanzó en 2021.

## Recepción de la crítica
The Nightfly fue recibido con una aclamación casi universal. Billboard lo calificó como su mejor selección de álbumes en el primer mes de su lanzamiento, llamándolo un “debut impresionante” y elogiando su “típica tripulación de primer nivel de músicos de primera y una producción digital nítida”. David Fricke escribió en Rolling Stone que “Donald Fagen evoca un mundo donde todo es posible, incluso para un niño encerrado en su dormitorio”. Robert Christgau, escribiendo para The Village Voice, le dio al álbum una A y comentó, “estas canciones están entre las mejores de Fagen, [...] sus letras con matices agudas ponen la música más jazzística que jamás haya grabado en vinilo en un contexto que, como todo aquí, es cariñoso pero muy lúcido”. Robert Palmer de The New York Times lo llamó una “mirada retrospectiva vívida y con frecuencia ingeniosa a un mundo que se ha ido para siempre. Su sonido es brillante y contemporáneo, pero hace referencia tanto al espíritu como a la música de los años en que el señor Fagen estaba creciendo se puede encontrar en casi todas las canciones”. Charles Shaar Murray de NME llamó a The Nightfly “un álbum que no diluye tanto el ingenio ártico de Dan como lo calienta, lo relaja y lo presenta en un nuevo contexto”. La única mala crítica provino de Paul Strange en Melody Maker, quien calificó el álbum como “un fastidio. Lo que convirtió a Dan en una banda importante de principios de los años 1970 ha sido reemplazado por una papilla de fondo sin inspiración y ultra elegante”.
Las reseñas posteriores han seguido siendo positivas. Jon Matsumoto lo eligió para un editorial de "Clásico de la Semana" en Los Angeles Times en 1994, calificándolo de “álbum pop elegante”, elogiando el “tapiz lírico vívido” y la música “rítmicamente efervescente” del álbum. Jason Ankeny de AllMusic consideró a The Nightfly como una continuación del “modo suave de pop-jazz preferido en los discos finales de Steely Dan”, así como “exuberante y reluciente, producido con estilo cinematográfico por Gary Katz; idealizado pero nunca sentimental,  [...] elaborado con un estilo y una sofisticación impecable”. Bud Scoppa, en una reseña de Nightfly Trilogy (una reedición de los primeros tres álbumes de estudio de Fagen), escribió que están “unidos no solo por su sofisticación sino también por un sentido de nostalgia por lo que se ha perdido irremediablemente”. The Nightfly se describe como un “excelente álbum solista de jazz-pop” en el libro de 1997 de Pete Prown y HP Newquist, Legends of Rock Guitar. El historiador de jazz Ted Gioia lo cita como un ejemplo de Steely Dan “demostrando que el pop-rock podría beneficiarse igualmente de una buena dosis de jazz” durante su mandato original, que coincidió con un período en el que los músicos de rock experimentaban con frecuencia con modismos de jazz y técnicas.

### Galardones
The Nightfly fue nominado a siete premios en la 25.ª entrega anual de los premios Grammy en 1983, incluidos Álbum del Año y Grabación con Mejor Ingeniería – No Clásica. «I.G.Y. (What a Beautiful World)» recibió la mayor cantidad de nominaciones, incluidas en las listas de Canción del Año, Mejor Interpretación Vocal Pop Masculina y Mejor Arreglo Instrumental con Acompañamiento Vocal, mientras que «Ruby Baby» recibió una nominación a Mejor Arreglo Vocal. Además, Gary Katz fue nominado a Productor del Año. En 2000, fue votado como el número 288 en All Time Top 1000 Albums de Colin Larkin, y en 2006, se incluyó en los 1001 discos que hay que escuchar antes de morir de Robert Dimery. En 2010, L'Osservatore Romano de la Ciudad del Vaticano seleccionó The Nightfly como uno de sus 10 mejores álbumes oficiales.

## Rendimiento comercial
The Nightfly debutó en la lista de álbumes de rock de Billboard en el número 39 durante la semana que finalizó el 23 de octubre de 1982, alcanzando el puesto número 25 el 13 de noviembre. Debutó en la lista Top LPs & Tape de todos los géneros de la revista en 30 de octubre en el número 45; subió al número 11, su punto máximo, el 27 de noviembre. También se ubicó en la lista Black LPs de Billboard, alcanzando el puesto 24. A nivel internacional, el álbum se ubicó más arriba: en Noruega, alcanzó el número siete en las listas. En Suecia y Nueva Zelanda, el álbum alcanzó los puestos números ocho y nueve, respectivamente. The Nightfly se desempeñó peor que Gaucho comercialmente; Fagen sintió que el sello no comercializó el álbum de manera adecuada o efectiva. WBCN en Boston, inspirado en la portada del álbum, desarrolló una promoción en la que los oyentes podían registrarse para presentar su propio programa de radio.

## Legado
El álbum sigue siendo uno de los favoritos entre los audiófilos. Según Paul Tingen, de la revista Sound on Sound, The Nightfly fue “durante años un disco de demostración popular en las tiendas de alta fidelidad de todo el mundo”. Paul White, jefe de redacción de Sound on Sound, dijo que The Nightfly “es siempre una buena referencia para verificar los sistemas de monitoreo y muestra qué buenos resultados se pueden obtener de esos primeros sistemas de grabación digital en las manos adecuadas”. Además de su uso en pruebas de estudio de grabación, Clive Young de Pro Sound News llamó a «I.G.Y. (What a Beautiful World)» de Fagen el «Free Bird» del audio profesional, afirmando que casi todos los ingenieros de sonido en vivo usan la canción para probar la respuesta de sonido del sistema de sala. La revista EQ calificó a The Nightfly entre los 10 mejores álbumes grabados de todos los tiempos, junto con Sgt. Pepper's Lonely Hearts Club Band de The Beatles y Pet Sounds de The Beach Boys.

## Lista de canciones
Todas las canciones escritas y compuestas por Donald Fagen, excepto donde esta anotado.
Lado uno
1. «I.G.Y. (What a Beautiful World)» – 6:03
2. «Green Flower Street» – 3:42
3. «Ruby Baby» (Jerry Leiber, Mike Stoller) – 5:39
4. «Maxine» – 3:50

Lado dos
1. «New Frontier» – 6:21
2. «The Nightfly» – 5:47
3. «The Goodbye Look» – 4:50
4. «Walk Between Raindrops» – 2:39

## Posicionamiento

### Gráfica semanal
| Gráfica (1982–83)                                 | Pico de posición |
| ------------------------------------------------- | ---------------- |
| Alemania (Offizielle Top 100)                     | 56               |
| Australia (Kent Music Report)                     | 19               |
| Canadá (RPM Top Albums/CDs)                       | 25               |
| Estados Unidos (Billboard 200)                    | 11               |
| Estados Unidos (Billboard Top Rock Albums)        | 25               |
| Estados Unidos (Billboard Top R&B/Hip-Hop Albums) | 24               |
| Noruega (VG-lista)                                | 6                |
| Nueva Zelanda (Recorded Music NZ)                 | 9                |
| Países Bajos (Album Top 100)                      | 16               |
| Reino Unido (UK Albums Chart)                     | 44               |
| Suecia (Sverigetopplistan)                        | 8                |

### Gráfica de fin de año
| Gráfica (1983)                   | Pico de posición |
| -------------------------------- | ---------------- |
| Estados Unidos (Billboard 200)   | 99               |
| Estados Unidos (Cashbox Top 100) | 88               |

## Certificaciones y ventas
| País                  | Certificación | Ventas    |
| --------------------- | ------------- | --------- |
| Estados Unidos (RIAA) | Platino       | 1,000,000 |
| Reino Unido (BPI)     | Platino       | 300,000   |